# سيفاكاوات أحفورية
السيفاكاوات الأحفورية أو الليموريات الكسلانة (الاسم العلمي:‡Palaeopropithecinae) (بالإنجليزية: Sloth lemur)‏ هي أسرة منقرضة من الحيوانات تتبع الفصيلة الإندرية من رتبة الرئيسيات.
الاسم العلمي مؤلفين من كلمتين وهما Palaeo وتعمي أحفوري و pithecinae وتشير إلى حيوان السيفاكا (بالإنجليزية: سيفاكا)‏.

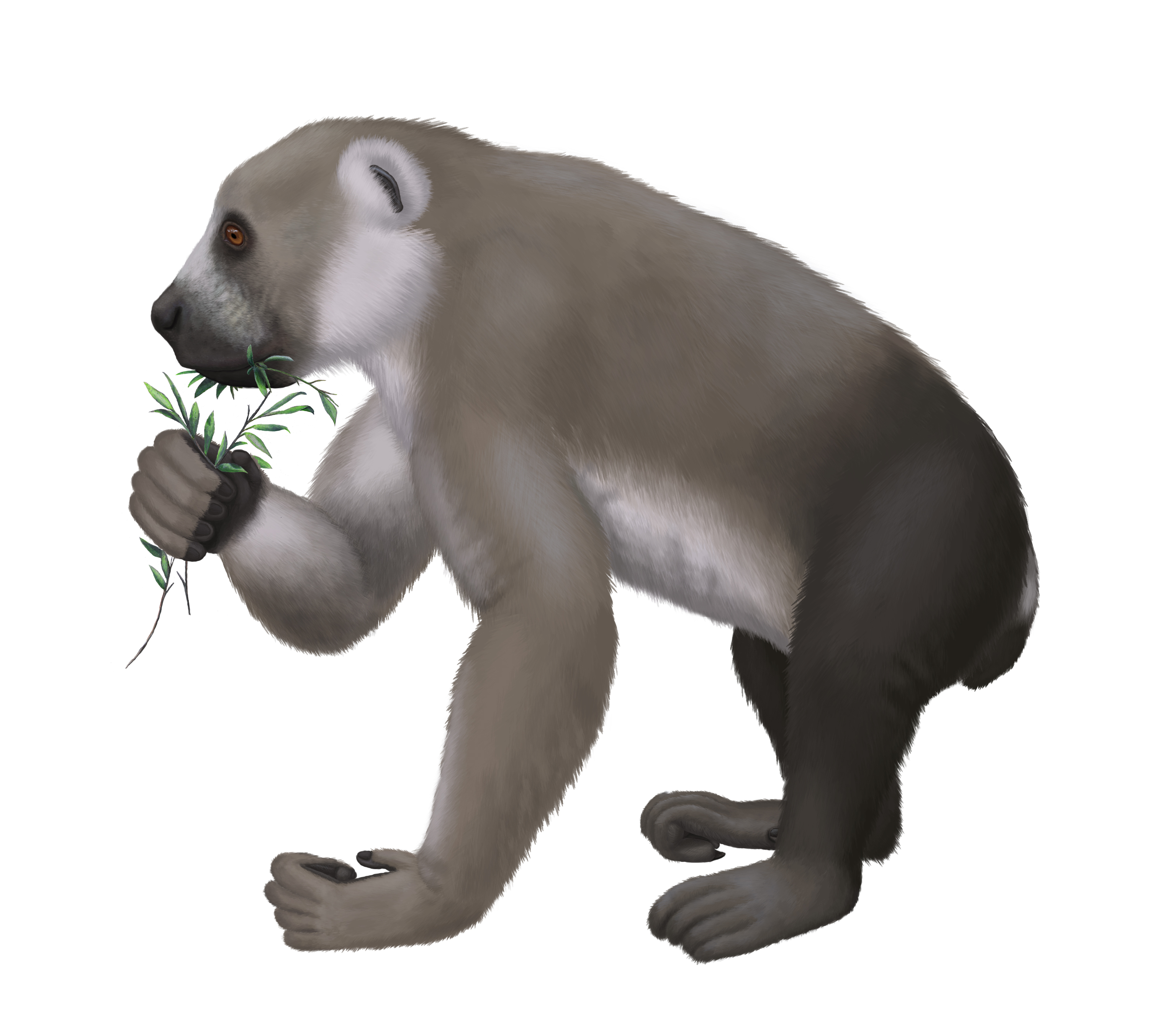
إندري قديم
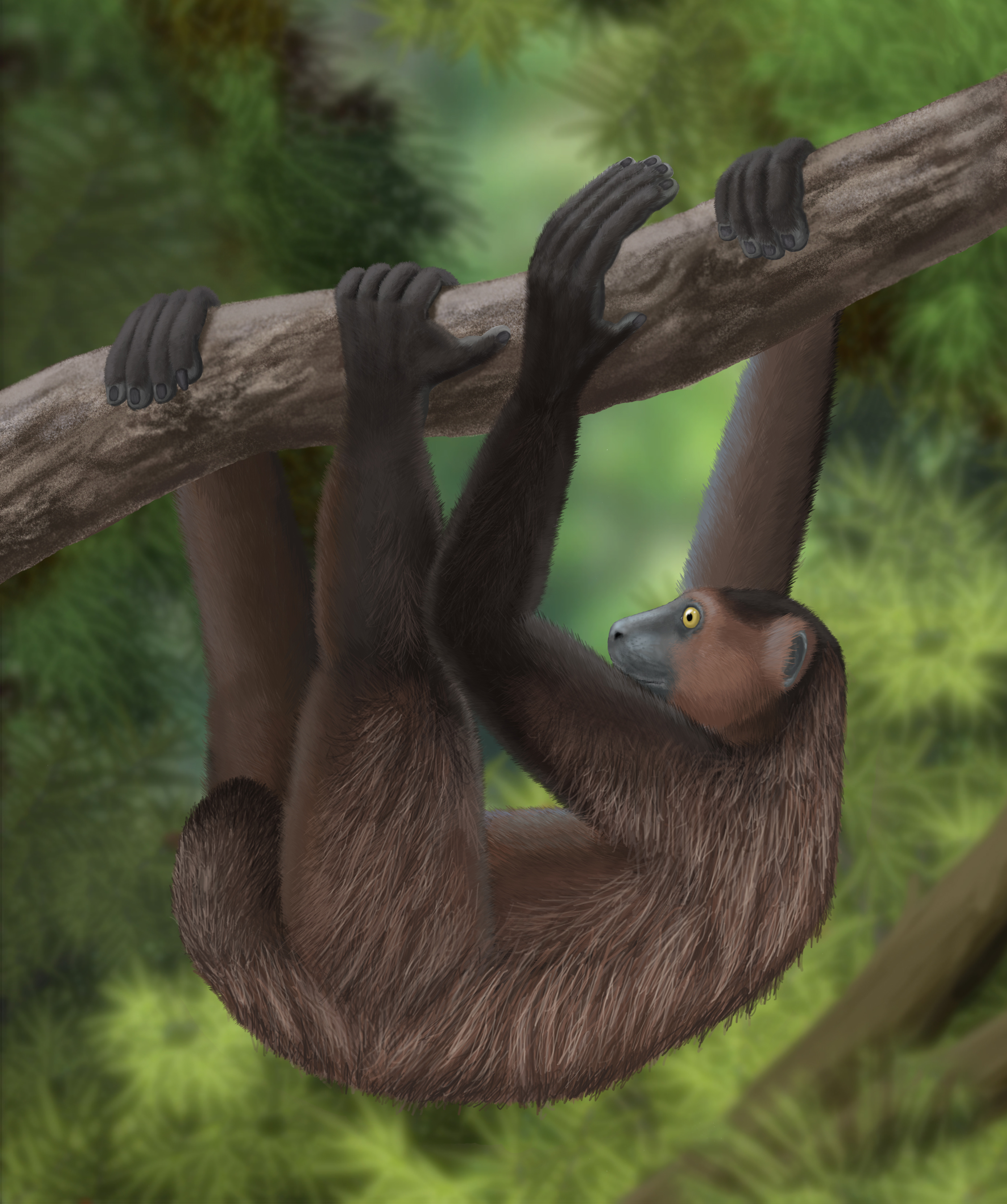
باباكوتيا
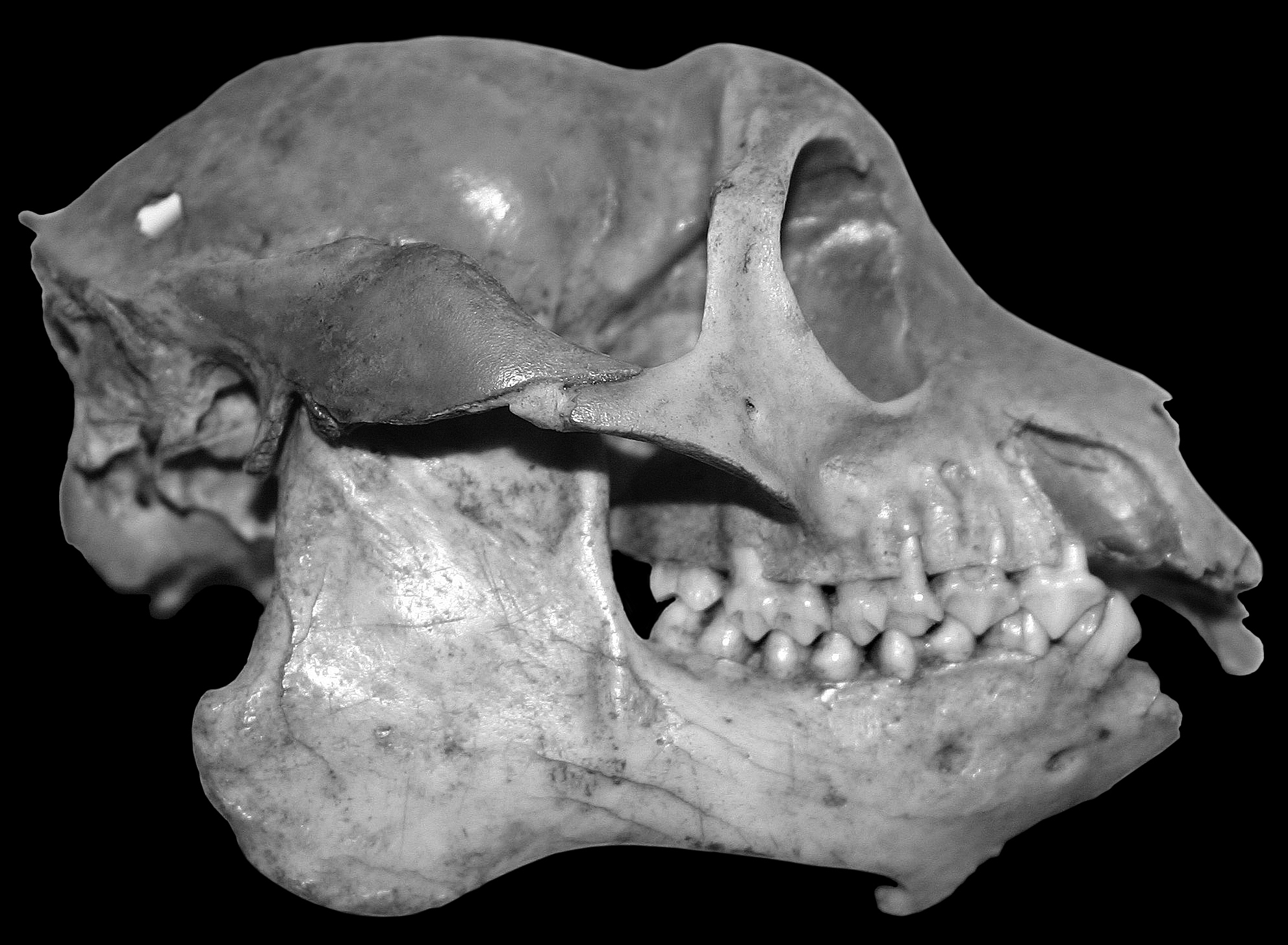
سيفاكا وسيط globiceps

## أجناس
- الباباكوتيا (الاسم العلمي:‡Babakotia)
- الإندري القديم (الاسم العلمي:‡Archaeoindris)
- السيفاكا الأحفوري (الاسم العلمي:‡Palaeopropithecus)
- السيفاكا الوسيط (الاسم العلمي:‡Mesopropithecus)